# Aurea Hämmerli
Aurea Guilhermina Hämmerli (Campos dos Goytacazes, 17 de outubro de 1956) é um dos grandes nomes do Ballet Clássico brasileiro, ocupando o cargo mais alto (primeira bailarina) no Ballet do Theatro Municipal do Rio de Janeiro.

## Vida
Aurea Guilhermina Hämmerli, filha de Irene Starecki Gallindo e Alberto Hämmerli, nasceu em 17 de outubro de 1956 na cidade de Campos de Goytacazes-RJ, mas cresceu em Niterói-RJ onde teve seu primeiro contato com a dança aos 5 anos de idade. Sua primeira professora foi Juliana Yanikieva (aluna de Olga Preobrajenska), com quem aprendeu seus primeiros passos no gosto por essa arte.
Ao decidir-se sobre seu desejo de profissionalização, ainda criança e com o incentivo de seu pai, foi matriculada na escola de uma de suas maiores inspirações: Bertha Rosanova (a quem sempre assitia no Theatro Municipal), e foi no Studio Bertha Rosanova onde se preparou para prestar provas para a Escola de Dança do Theatro Municipal do Rio de Janeiro.
Em 1970 a bailarina foi aprovada na seleção de ingresso para o curso profissionalizante da Escola de Dança do Theatro Municipal, onde recebeu os ensinamentos dos diversos profissionais da escola como Irina Tshetnakovsa, Regina Tomini, Lydia Costallat e Lourdes Bastos. E foi em uma apresentação da Escola em 1971 em que Áurea chamou a atenção de Hector Zaraspe, que dirigiu cias. de ballet nos Estados Unidos e Espanha mas no ano em questão estava dirigindo o corpo de baile do Municipal.
"A escola estava cheia, eram muitas candidatas. A prova aconteceu na sala que era do corpo de baile, dentro do prédio histórico. Eu estava muito nervosa. Lembro que a porta da sala estava completamente fechada, mas sabia que do lado de fora estavam mães e muitas professoras de ballet de escolas particulares. Ninguém podia assistir a prova, só a professora, a diretora Lydia Costallat e a banca examinadora composta por professores e bailarinos que ela admirava, entre eles Aldo Lotufo e Erik Waldo. Era possível escutar o burburinho das mães do lado de fora."
Dessa forma uma porta abriu em sua trajetória, ela foi convidada a exercer sua dança em Nova York aos 15 anos de idade.
A jovem ganhou uma bolsa de estudos na Harkness House of Ballet Arts, onde teve como professores David Howard (diretor) e Maria Vegh. E concomitantemente à bolsa de estudos integrava o corpo de baile do Ballet Repertory of American Ballet Theatre (um grupo afilhado do American Ballet Theatre) dirigido por Richard Englund. Em 1973 presta audição e é aprovada para para o American Ballet Theatre, onde passou dois anos como integrante do corpo de baile nas apresentações do repertório da cia, posteriormente (entre 1976-78) ocupou cargo de solista sendo a única brasileira presente no ABT do período. Apresentou-se em papéis como: pas de deux de Paysant em Giselle, Prelúdio em Les Sylphides, pas de deux de Espectro da Rosa (com o partner Mikhail Baryshinikov), pas de deux de Mirlintons em Quebra Nozes.
Ainda nessa passagem ao Brasil, em 1979 foi convidada pela diretora do Ballet do Theatro Municipal do Rio de Janeiro Tatiana Leskova para interpretar “Prelúdio” de “Les Sylphides” na temporada em homenagem à Diaghlev. Novamente em Nova York, atuou como solista na Companhia de Natalia Makarova, onde destacam-se seus papéis como o pas de trois e variação de Paquita e Raymonda, o que lhe proporcionou menção de nome em jornais como “The Wall Street Journal” e “O Globo”.
A década de 80 marcou sua volta ao palco do Theatro Municipal do Rio de Janeiro, dessa vez, com seu contrato garantido pela FUNARJ, Áurea interpretou ballets apresentados pela casa. Posteriormente na mesma década, é assegurada na cia. através de concurso público. Logo em 1981 passa a interpretar primeiros papéis nas temporadas de ballet do Theatro Municipal, começando por sua Swanilda em “Coppélia”. Que seria seguida por um de seus papéis mais aclamados: sua Julieta em “Romeu e Julieta”, quando foi escolhida por Marcia Haydée para dançar na noite de estreia tendo como partner Richard Cragun (responsável pela remontagem da obra). A Julieta foi seguida pela Fada Açucarada em “O Quebra Nozes” e o ano de 1981 lhe rendeu a promoção ao posto de Primeira Bailarina. E já em seu posto seguiu dançando com o Theatro em 1982, quando destacou-se também como “Giselle”.
Novamente no exterior, dessa vez para o Ballet Du XXéme Siècle de Maurice Béjart, cuja sede era em Bruxelas na Bélgica, trabalhou por três anos. Com o grupo fez muitas turnês apresentando várias obras e remontagens de Bejárt, tendo até mesmo seu nome mencionado em uma crítica do Jornal New York Times em 1983. Dentre as obras: Bolero, Sagração da Primavera, Petrouchka, A Flauta Encantada, Missa pelo tempo futuro, Dionysos, Sete danças gregas e Romeo e Julieta; na maior parte delas atuando como solista.
Em 1985 entrou através de audição para o Ballet de Hamburgo na Alemanha, criado por John Neumeier. Onde começou no corpo de baile e evoluiu para solista, e acabou por ter a honra de dançar coreografias criadas pelo próprio Neumeier para ela como: Shall we dance?, X Sinfonia de Mahler e Do It Again. Ao longo dos quase dois anos que permaneceu na cia. também excursionou a Europa dançando ballets de repertório como Sonho de uma noite de verão, Otello, Paixão segundo São Matheus, Daphines et Cloe, Megera Domada, Eugene Oneguin, The Moor´s Pavane, Verklarte Nacht.
Voltou novamente para o Ballet do Theatro Municipal do Rio de Janeiro, onde permaneceu dançando até 2005, e como funcionária da casa até a atualidade.

### Ballets de que participou
Entre 1987 e 2005 participou nas seguintes danças:
- Ópera – Ballet Orfeo,
- Concerto em Sol,
- Triunfo de Afrodite,
- Descobrimento do Brasil,
- Les Sylphides,
- O Quebra Nozes,
- Giselle,
- La Bayadére,
- Tempo de Tango,
- La Sylphide,
- Coppelia,
- Concerto nº3 de Prokofieff,
- A Floresta Amazônica,
- Sonata de Outono,
- I´ve Got Rythm,
- Suíte Brasileira,
- Raymonda,
- Suite en Blanc,
- Prelúdios,
- Jeune Homme,
- O Carnaval dos Animais,
- Nuestros Valses,
- Ópera O Morcego,
- Le Spectre de La Rose...

## Extra-Theatro
Externamente ao Theatro nesse meio tempo, foi convidada em 1991 como Guest Star para se apresentar no espetáculo “Serata di Gala 1991”, o evento se tratava de uma gala na Califórnia (EUA) para homenagear estrelas cinematográficas de Hollywood. Também foi convidada pelo coreógrafo Fábio de Mello, em 1993, para estrelar ao lado do bailarino Paulo Rodrigues o espetáculo “Áurea: espelho de Mulheres”. Além de tornar-se diretora do Ballet da Companhia de Niterói. 

### No cinema
Para além dos palcos, Aurea Hämmerli também ocupou as telas. Em 1977, ainda nos EUA, foi convidada e aceitou participar do filme “The Turning point” (“Momento de Decisão” no Brasil), dirigido por Hebert Ross e com bailarinos renomados internacionalmente no elenco. E já de volta ao Brasil, participou da novela “Pai Herói” exibida em 1979, na qual interpretou a personagem Lia Ribeiro e demonstrou seu potencial interpretativo ao lado de atores da Rede Globo. 

### Professora
No comum caminho dessa arte, Aurea bailarina tornou-se também professora e ensaiadora. 
Ministrou aulas para o corpo de baile do municipal, atuou em administração em eventos de dança como o YAGP, foi banca em diversos festivais pelo país, semeou seus ensinamentos em diversas escolas e grupos pelo Brasil e ensaiou primeiros bailarinos paras as temporadas do TMRJ. Dessa forma segue vivendo e ensinando o ballet clássico.

### Julgadora no carnaval carioca
Também participou como jurado no quesito "Mestre-sala e Porta-bandeira", em 2010, da Liga Independente das Escolas de Samba do Rio de Janeiro, repetindo a atuação em 2019.